# Alice Liddellová jako žebračka

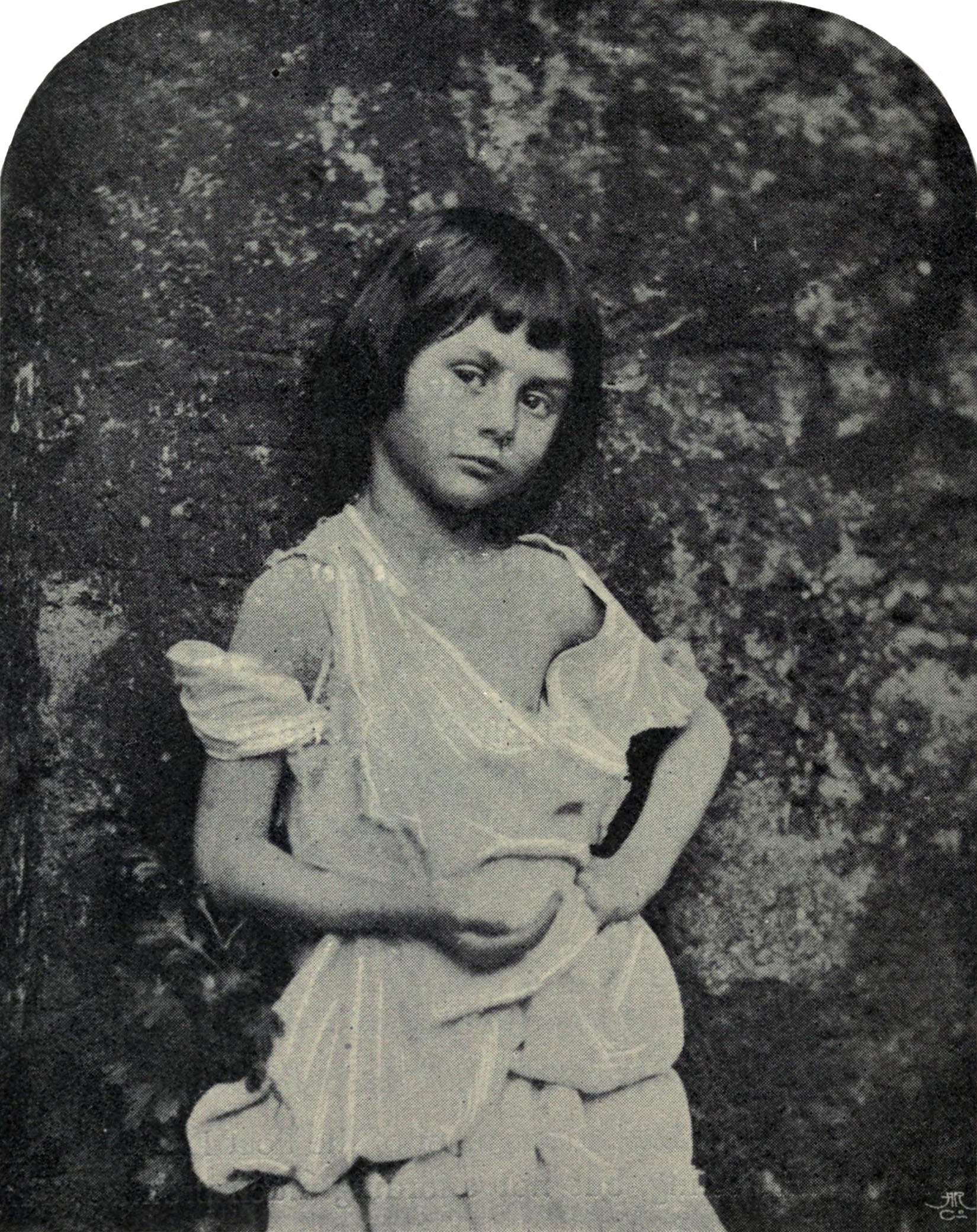
Lewis Carroll: Alice Liddellová jako žebračka, verze do pasu

Alice Liddellová jako žebračka (anglicky: Alice Liddell as „The Beggar Maid“), autorský název: Žebračka (The Beggar-Maid) je inscenovaná fotografie anglického spisovatele a fotografa Lewise Carrolla (Charles Lutwidge Dodgson, 1832–1898), která zobrazuje Alici Pleasant Liddellovou (1852–1934) v jejím dívčím věku. Datum pořízení fotogtrafického pozitivu se pohybuje od roku 1858 přibližně do roku 1859. Fotografie mohla být inspirována básní viktoriánského básníka Alfreda Tennysona Žebračka (The Beggar Maid).
Fotografie „Alice Liddellová jako žebračka“ je považována za jednu z nejznámějších Carrollových fotografií. Dějem a kompozičním řešením opakovaně upoutal pozornost historiků fotografie a vyvolával mezi nimi prudké spory.

## Historie vzniku a osud fotografie
V letech 1856 až 1880 vytvořil Lewis Carroll přibližně 2 700 fotografií, z nichž téměř polovina zachycovala děti, včetně jedenácti individuálních a devíti skupinových fotografií Alice Liddellové.
Technika vytvoření fotografie je albuminový tisk ze skleněného negativu. Rozměry snímku jsou 16,3x10,9 centimetrů. Fotografie je v současné době (2020) ve sbírce Metropolitního muzea, inventární číslo 2005.100.20. Fotografie pochází z fondu Фонда Говарда Джильмэна (Anglicky) přijatá v roce 2005. Nadace jej získala v Sotheby's Belgravia, 1. července 1977, v šarži 316, za 5 500 dolarů, a poté fotografii představila nejméně desetkrát na významných výstavách (Muzea moderního umění v New Yorku, na Mezinárodním festivalu v Edinburghu, v Národní galerii umění ve Washingtonu, v Muzeu moderního umění v San Francisku, Institutu umění v Chicagu a dalších muzeích). Pro katalog výstavy z roku 1993 v Metropolitním muzeu kurátor sbírky Gilmen Pierre Apraxine sestavil popis, který je v současné době beze změny (s výjimkou datování, viz níže) zveřejněný na internetových stránkách muzea.
Carroll se cítil mezi dospělými nepohodlně, upřednostňoval společnost dětí, zejména dívek. Věděl, jak s nimi navázat důvěryhodný vztah, což mu umožnilo dosáhnout jejich nehybnosti před kamerou na více než čtyřicet sekund – minimální čas, který byl v té době nezbytný pro úspěšnou expozici. Carrollovy fotografie ukazují vnitřní život dětí a vážnost, s jakou se dívali na svět. Pro Carrolla byla Alice Liddellová více než milovanou modelkou, byla „dokonalou malou přítelkyní“, jak napsal v březnu 1885 v dopise paní Hargreavesové (rozené Alici Liddellové).

### Problém datování negativu a pozitivu fotografie ve vědecké literatuře
Fotografie je datována v knize The Life and Letters of Lewis Carroll, což je první biografie Lewise Carrolla, napsaná Carrollovým synovcem – Stuartem Dodgsonem Collingwoodem (synem Marie, Carrollovy sestry). Biografie byla vydána v prosinci 1898, 11 měsíců po smrti spisovatele. V prvních dvou vydáních knihy, v seznamu ilustrací předcházejících textu, je fotografie uvedena jako „Alice Liddellová v podobě malé žebráčky (podle fotografie Lewise Carrolla, 1858) “. Fotografický historik Roger Taylor píše v základní Encyklopedii fotografie 19. století: „Fotografie, která nejlépe ilustruje toto rané období, je jeho portrét Alice Liddellová jako žebračka pořízený v létě roku 1858“. Stejné datování uvádějí profesoři anglické literatury Robert Douglas-Fairhurst (Oxford) a Jan Susina (University of Illinois).
Existují různé datace pozitivu této fotografie, která je ve sbírce Metropolitního muzea umění. Popis Pierra Apraksina (1993) naznačuje, že pozitiv byl pořízen kolem roku 1859, vydání Metropolitan z roku 2005 uvádí stejné datování, ale v současné době oficiální web Metropolitan uvádí datum vytvoření pozitivu jako 1858. Ve svých záznamech registru Carroll nastínil fotografii číslo 354. Stuart Dodgson Collingwood napsal, že jakmile Carroll ukázal básníkovi Alfredu Tennysonovi fotku slečny Alice Liddellové jako malé žebračky, Tennyson jej nazval nejkrásnější fotografií, jakou kdy viděl.

### Další pozitivy fotografie „Alice Liddellové jako žebračky“
Ačkoliv byla fotografie určena pouze k distribuci blízkým přátelům, v červenci 2009 bylo známo 11 pozitivů, některé z nich byly oříznuty na menší velikost. Kromě kopie v Metropolitním muzeu jsou ve Spojených státech další čtyři pozitivy. Ve sbírce M. L. Parrishe, který od svých sester koupil několik Carrollových fotoalb a rozptýlené fotografie Carrolla a předal je knihovně Princetonské univerzity, je tato fotografie v osobním albu Lewise Carrolla č. 2, číslo pozitivu: Z-PH-LCA -II.65, strana 65. Malý defekt pod levým kolenem dívky je přítomen i na některých dalších kopiích a je považován za stopu poškození negativu po několika úspěšně provedených pozitivů (bez defektů). Další kopii ze stejné knihovny získal Lloyd E. Cotsen jako součást fotoalba Carrollova přítele Reginalda Southeye, která obsahovala několik Carrollových fotografií. Fotografie „Alice Liddellová jako žebračka“ má číslo 15 v albu číslo 2 (RS2: 15). Ručně kolorovaná fotografie je k dispozici ve veřejné knihovně v New Yorku ve sbírce Henryho a Alberta Berga a verze o velikosti 92x59 milimetrů je v knihovně Morgan ve sbírce Arthura A. Houghtona mladšího, který koupil tuto fotografii od Alice Hargreaves (Liddellové).
Zbývající snímky jsou v soukromých sbírkách a jsou hlášeny pouze v souvislosti s aukcemi. V roce 1998 byla fotografie z kolekce Justina Schillera dána do aukce Christie's za počátečních 30–40 tisíc dolarů a byla prodána za 63 tisíc dolarů. Předpokládá se, že tato fotografie kdysi patřila slečně Mary Prickettové, která téměř devatenáct let sloužila jako vychovatelka dětí Henryho Liddella a poté se provdala za místního obchodníka s vínem Charlesem Fosterem. Životopiskyně Alice Liddellové Anna Clarková věřila, že slečna Prickettová může být Carrollovým prototypem při vytváření obrazu Černé královny, charakterizovala ji formálnost komunikace, přísnost, pedantnost, laskavost. Roger Lanceline Green, který připravil Carrollovy deníky ke zveřejnění, věřil, že Carroll mohl dát myšce rysy slečny Prickettové. V roce 2001 prodala dědička rodiny Liddellových, Alicina vnučka, v Sotheby's sbírku dopisů, fotografií a vzácných vydání Carrollových knih. Mezi nimi byla prodána ručně kolorovaná kopie „Alice Liddellové jako žebračky“ v oválném rámu a ve speciálním obalu (položka 20) a další černobílé kopie (položka 37), cena 199 500 liber).
Starší verze fotografie „Alice Liddellová jako malá žebračka“ byla vytvořena o rok dříve – 2. června 1857 a v registru má číslo 197. Tato fotografie je v soukromé sbírce a je uvedena v knize The Other Side of the Lens: Lewis Carroll and the Art of Photography during the 19. Century v tzv. Christ Church Upper Library v Oxfordu a je uvedena v jeho katalogu.

## Obrázek na fotografii
Jan Susina popisuje fotografii jako inscenovaný obraz pouliční žebračky v ošuntělých bílých šatech s bosýma nohama, opřené o zeď s nataženou rukou, zdánlivě žádající mince od kolemjdoucího. Brassai, francouzský fotograf maďarského původu, ji považoval za „nejpamátnější a nepochybně nejobjevnější fotografii“, jakou Carroll kdy pořídil. Alice s mírně nakloněnou hlavou a v pěkně ošuntělých šatech, které jí sklouzávaly z levého ramene, se dívá přímo na diváka s výrazem ve tváři typickým pro dospělého mudrce, který se k jejímu dětskému vzhledu nehodí. Na fotografii je sebevědomá dívka s úžasnou kombinací nesouhlasu (zvednuté obočí) a flirtování (nakloněná hlava a pohled nahoru), které, jak bylo navrženo Минди Алофф (Anglicky), „přesně ví“, co se od ní požaduje, a přebírá za to odpovědnost. Předpokládá se, že tato fotografie je mnohem erotičtější než nahé modelky zachycené Carrollem později...

## Různé úhly pohledu na fotografii

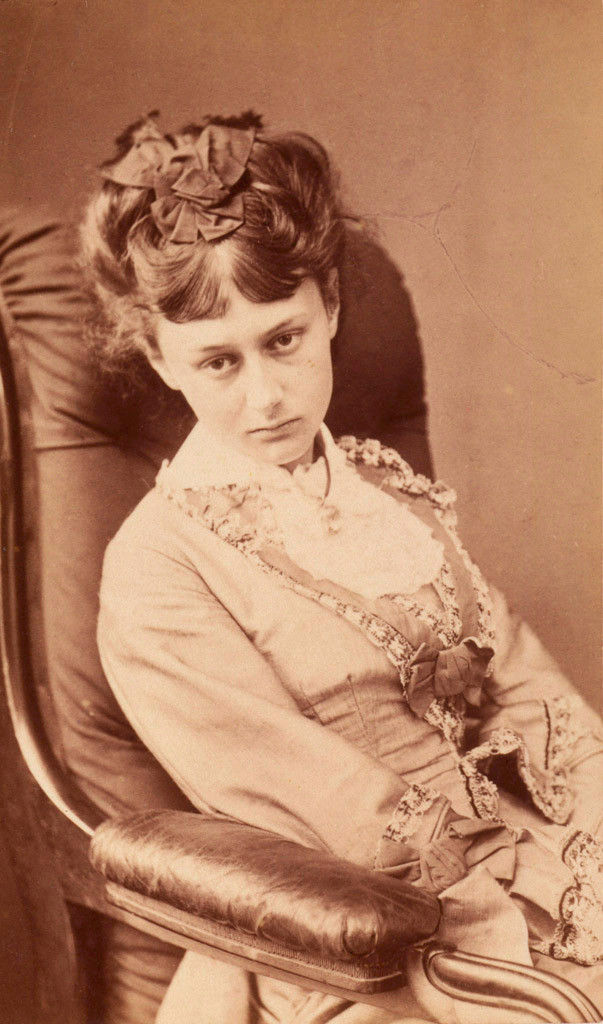
Alice Liddellová v roce 1870

Fotografii lze interpretovat různými způsoby.

### Spisovatelova láska k mladé modelce
Anglický spisovatel a vydavatel, emeritní doktor Heriot-Watt University Robert McCrum ve svém článku v The Guardian tvrdí, že Carroll byl do Alice „zjevně zamilovaný“. Poznamenává, že od roku 1858 do roku 1862 bylo přátelství Charlese Dodgsona s Alicí Liddellovou předmětem intenzivních dohadů v Oxfordu, dokonce se tvrdilo, že Carroll navrhoval dívce manželství, ale rodiče Alice ho odmítli. V červnu 1863 došlo ke krizi ve vztahu mezi spisovatelem a Liddellovou, jejichž skutečný význam není zcela objasněn. Po setkání s Carrollem 25. června byla paní Liddellová rozzuřená a mezi spisovatelem a rodinou Liddellových následoval rozhodný rozchod. Odpovídající stránky byly z Carrollova deníku vytrženy. Když Carroll o půl roku později na Vánoce viděl paní Liddellovou a její dcery, distancoval se od nich. Současně pokračovaly v oběhu spekulace. V roce 1870 Carroll Alici fotografoval naposledy. Sedmnáctiletá dívka se jeví jako nádherně upravená viktoriánská dáma, jenže už nepózuje, protože vyrostla. Při pohledu do objektivu vyjadřuje její pohled nudu nebo smutek, například z vyprchaného dětství.

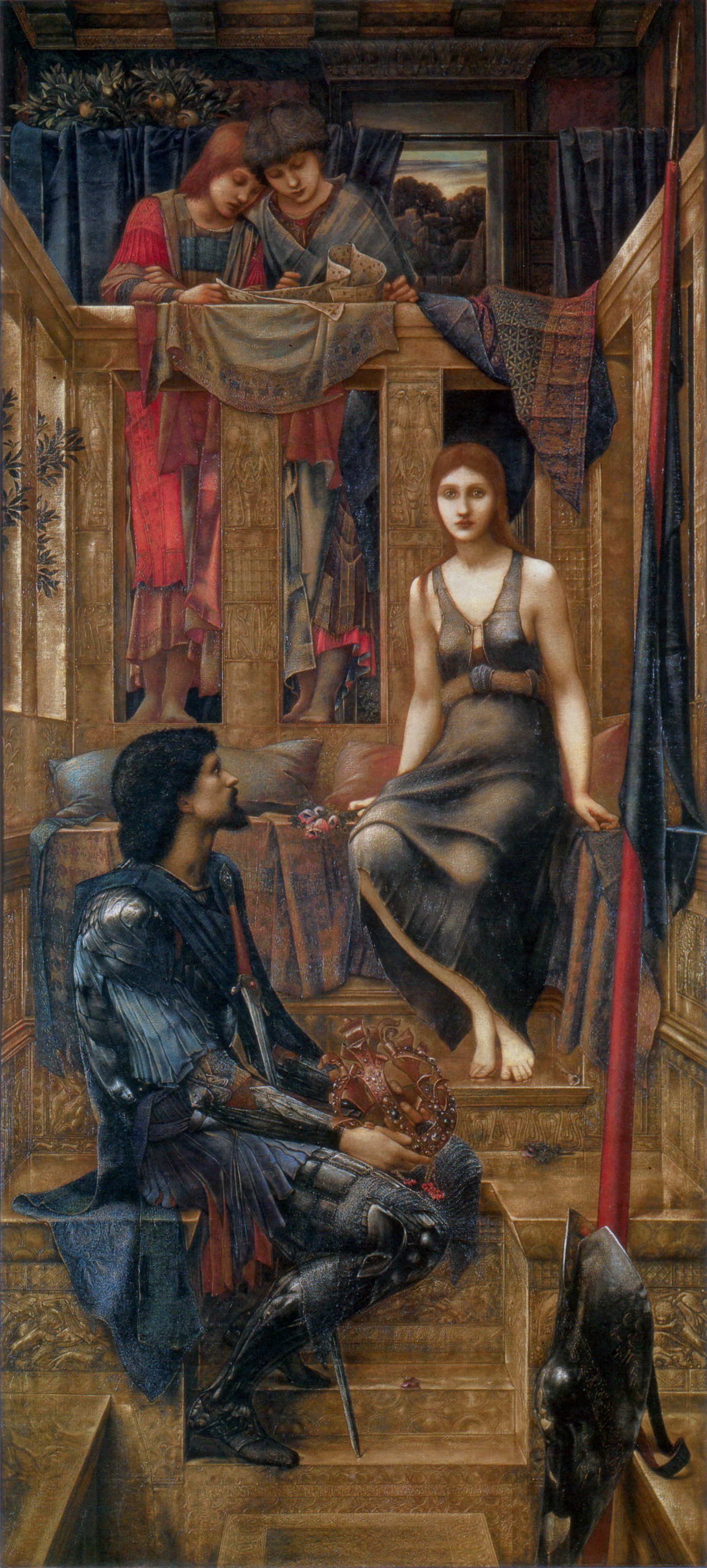
Edward Burne-Jones: Král Cophetua a žebračka, 1884

### Literární verze původu fotografie
Podle jiné verze byl fotografický obraz Alice inspirován výhradně básní Žebračka, kterou napsal Alfred Tennyson v roce 1842, a přímo odráží její obsah. Tennysonovu dospělou hrdinku však nahradila šestiletá dívka. Carrollovy fotografie (z pohledu samotného spisovatele) ukazovaly pouze dětství jako křehký stav nevinných tvorů ohrožených vyrůstáním, a jen pro moderního diváka přicházejí do popředí erotické fantazie, které zdánlivě ovládly mysl fotografa. Alice, oblečená jako žebračka, stojí na pozadí zahradní stěny. Dívka má ve tváři sebevědomý výraz. Podle Pierra Apraksina taková žebračka vzbuzuje u kolemjdoucího ani ne tolik chtíč, jako lítost. Podle jeho názoru Alice hledí na diváka podezřívavě, jako by věděla, že se na fotografii objevuje jako herečka ve scéně, které sama nerozumí.
Jan Susina konstatuje že Carrollova fotografie se nápadně liší od obrazu Edwarda Burna-Jonese z roku 1884 King Cophetua and the Beggar Maid (na základě balady ze 17. století a básně Alfreda Tennysona; verze obrazu na plátně většinou vychází z balady, verze s odlišnou zápletkou pro přední část skříně – je založena na Tennysonově básni). Obraz zajistil členství umělce v Královské akademii rok po svém vzniku. Je založen na vnímání středověkých atributů a hře pohledů mnoha postav. Na rozdíl od umělcovy interpretace je Carrollova fotografie jakousi pohádkou o Popelce.

### Sociální podtext fotografie
Někteří kritici umění (například maďarská badatelka Anna Kérchy) trvají na sociální konotaci fotografie. Alice je zachycena bosá, v obyčejných hadrech, s nataženou rukou, jako by žádala o almužnu. Dívka ztělesňuje viktoriánský archetyp chudého sirotka, nevinné oběti společenských okolností. Pro své současníky ze střední třídy pravděpodobně vyvolala sentimentální, náboženskou odpověď zbožného soucitu, připomínající „závazky šťastlivce vůči těm méně šťastným“. Kerch zároveň poznamenává, že dívka z úctyhodné buržoazní rodiny pouze roli žebračky hraje. Alice zaťala pěst, podepřela si kyčlí, zdánlivě připravená udeřit, a dívá se na diváka nafoukaným pohledem – ve kterém vidí náznak vzpurného odporu charakteristického pro agresivní pouliční chlapce viktoriánské éry. Nabízejí se paralely s filmem Charlieho Chaplina, zejména filmem The Kid a klasickými pohádkami (například Popelka, historička Carol Mavorová trvá na tom, že tato fotografie je pohádkou určenou pro velmi bohaté publikum), které záměrně stírají třídní rozdíly a používají k tomu velmi extravagantní formy.
Jan Susina věří, že Carroll byl silně závislý na sentimentálním obrazu Charlese Dickense dítěte trpícího chudinského slumu. Důkaz toho vidí ve skutečnosti, že spisovatel vlastnil v prvním vydání sbírku prakticky všech Dickensových románů. Přináší Carrollovu fotografii blíže k sentimentálním inscenovaným snímkům dětí ulice od Oscara Gustava Rejlandera a porovnává je s lyrickou tvorbou fotografií dětí Julie Margaret Cameronové. Rejlander i Carroll nefotografovali skutečné děti z ulice, ale teenagery v jejich roli.
Podporovatelé tohoto autoři kolektivní encyklopedie „Fotografie. World Encyclopedia “, editoval Juliet Hacking v roce 2012 v Londýně a v roce 2014 přeložen do ruštiny. Jako důkaz upozorňují na řadu fragmentů a detailů fotografie, které dříve unikly pozornosti uměleckých kritiků:
a) Dívčin chlapecký účes, který je v současnosti (2020) pro dívky běžný, byl v polovině 19. století vnímán zcela odlišně, dost možná, jako zdůrazňující sexuální přitažlivost postavy.
b) Dívka stojí vedle staré zdi pokryté mechem. Nehezký mechový povrch „kontrastuje s jemnou pokožkou“ Alice.
c) Při vyjednávání s rodiči dívek, které se Carroll chystal fotografovat, vždy začínal s žádostí, zda by je nemohl fotografovat „s bosýma nohama“, což v té době ve viktoriánské Británii nebylo jen symbolem chudoby, ale také známka sexuální dostupnosti.
d) Hadry oblečené na Alici podle autorů encyklopedie v té době zjevně překračují hranice slušnosti. Dívčino rameno a část hrudníku jsou odhaleny. Ruka natažená na almužnu se navíc nenatahuje ve směru diváka, ale je přitlačena přímo k tělu dívky. Takové gesto ruky by pro osobu viktoriánské éry mohlo obsahovat náznak povolání, kterým si hrdinka ve skutečnosti „vydělává“ na živobytí. Na druhou stranu existují výhrady, že možným důvodem může být také požadavek fotografa maximálně zachovat nehnutý klid dívky při extrémně dlouhé expozici v té době. Natažená ruka (na rozdíl od opřené a pevně přitlačené k tělu) by se mohla třást a její obraz na fotografii by byl rozmazaný.

### Interpretace fotografie jako součást diptychu

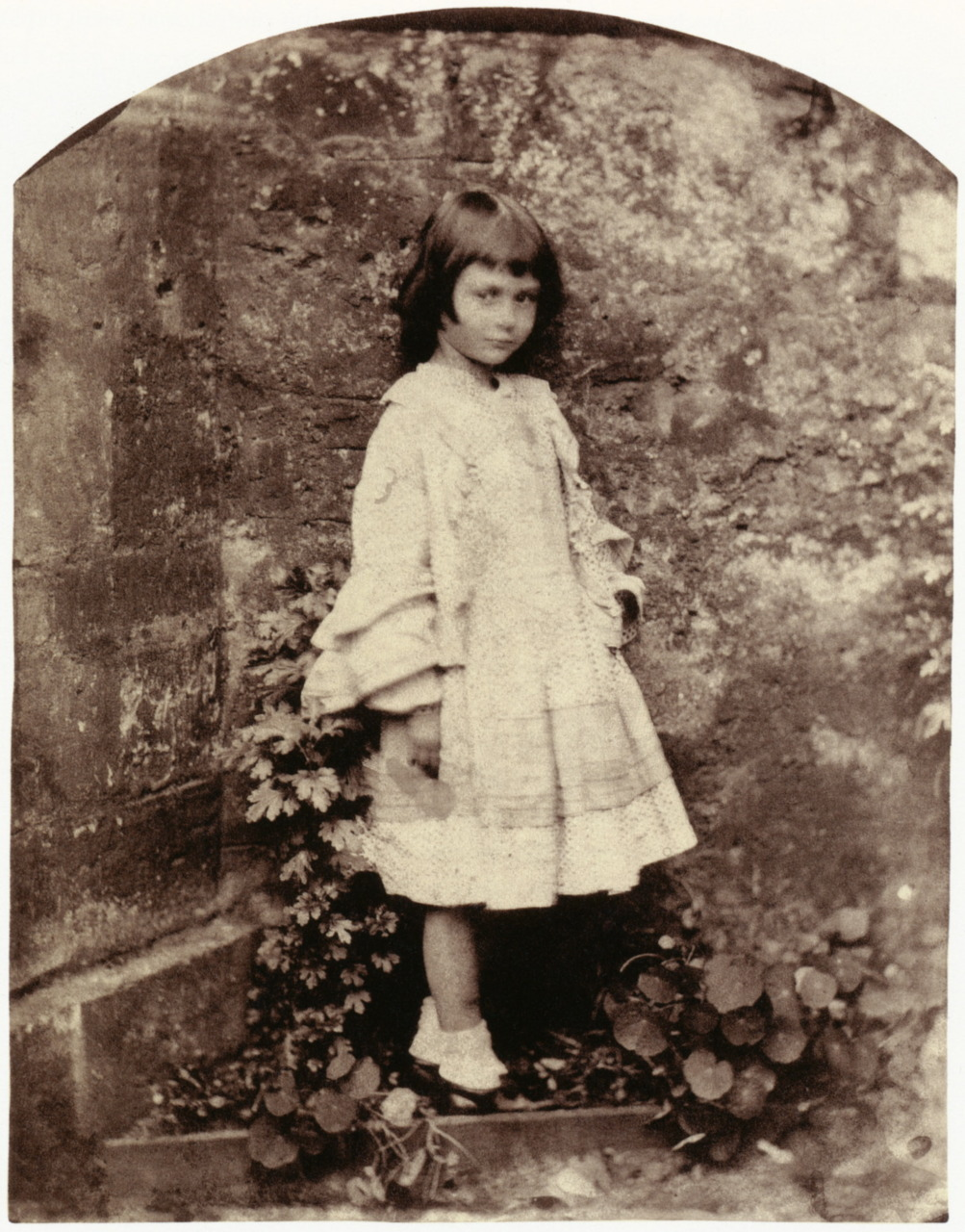
Lewis Carroll: Oblečená ve svých nejkrásnějších šatech, 1858. Párová fotografie k „Alice Liddellová jako žebračka“

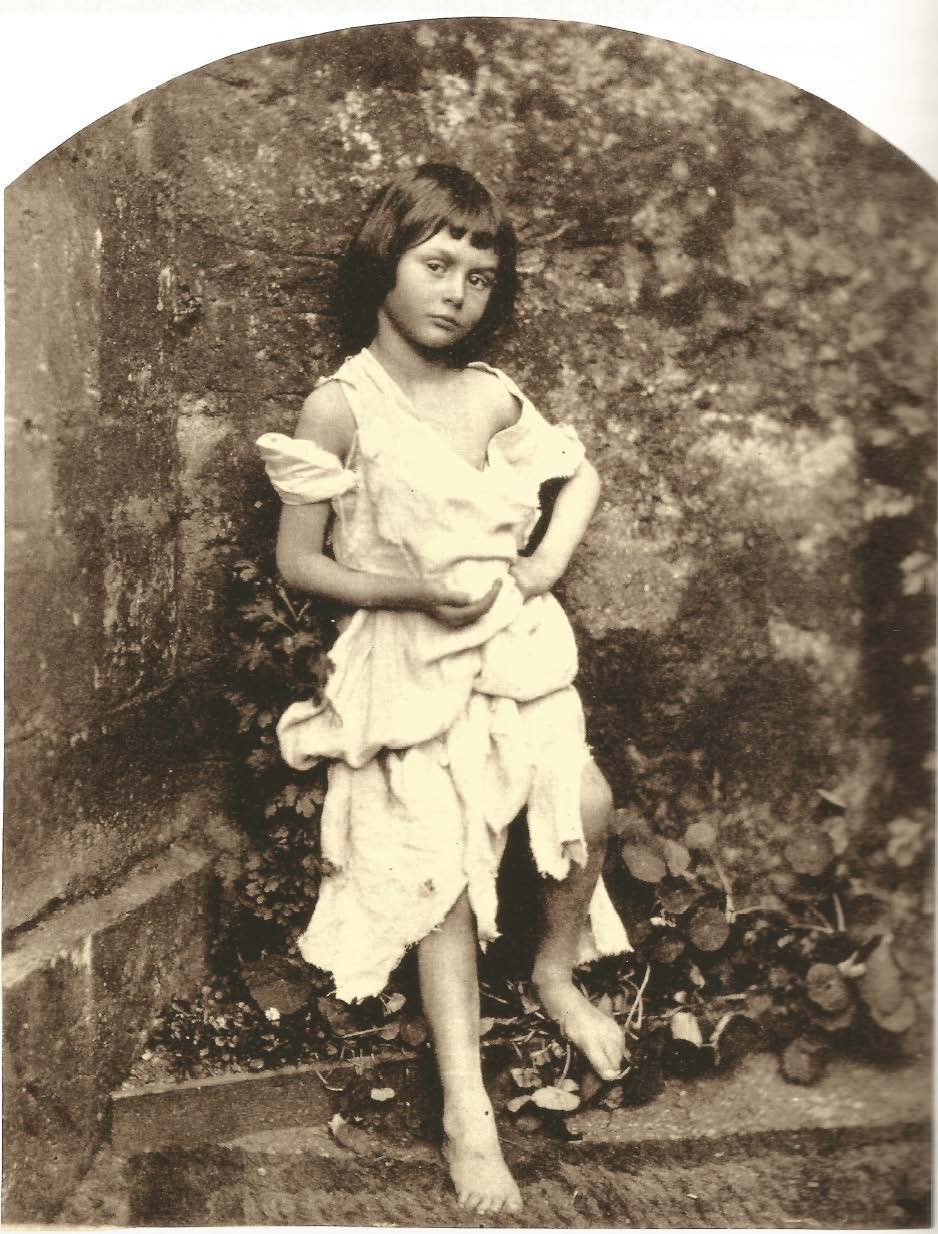
Lewis Carroll: Alice Liddellová jako žebračka

Taylor tvrdí, že samostatná interpretace fotografie „Alice Liddellová jako žebračka“ nedává smysl, protože tato fotografie představuje diptych s fotografií Oblečená ve svých nejkrásnějších šatech (Dressed in Her Best Outfit), která byla pořízena na stejném místě a v přibližně stejném časovém období (možná ve stejný den). Na ilustraci jsou fotografie z reversu jeho knihy. Někteří autoři tuto myšlenku rozvíjejí a domnívají se, že tyto dvě fotografie zobrazují dvě etapy „před“ a „po“ události „změny sociální role“ romantizované viktoriánskými autory. Navíc, pokud je jako první zvolena fotografie „Alice jako žebračka“, je možná čistě literární interpretace dvojice fotografií, která popisuje transformaci žebračky na královnu (například jako v Tennissonově básni Žebračka). Opačné pořadí fotografií, kdy je Alice nejprve jako prominentka ve svých nejlepších šatech a poté se z ní na druhé fotografii stala žebračka, by mohla naznačovat, že Carroll měl na mysli univerzální práva všech dětí bez ohledu na jejich sociální třídu.

### Fotografie v kontextu prerafaelitské kreativity
Jan Susina vyjadřuje zvláštní úhel pohledu. Alice na fotografii je podle jeho názoru stěží typickým prerafaelským ženským obrazem, i když do určité míry ztělesňuje stav zranitelnosti a panenské krásy, které si prerafaelité vysoce cenili.

## Syžet fotografie
Fotografie je založena na básni Alfreda Claytona Tennysona (1809–1892) Žebrák a král. Je založen na středověké legendě o africkém vládci Cophetuovi (The King and the Beggar-maid), který se nezajímal o ženy, dokud nepotkal bosou a otrhanou žebračku, do které se zamiloval pro její krásu a ctnost a udělal z ní svou ženu. Legenda o králi Cophetuovi je zmiňována v anglických a francouzských lidových baladách, stejně jako ve hrách Williama Shakespeara Romeo a Julie, Ztracená práce lásky, Jindřich IV.. Tato zápletka byla opakovaně ztělesněna v dílech evropské malby.

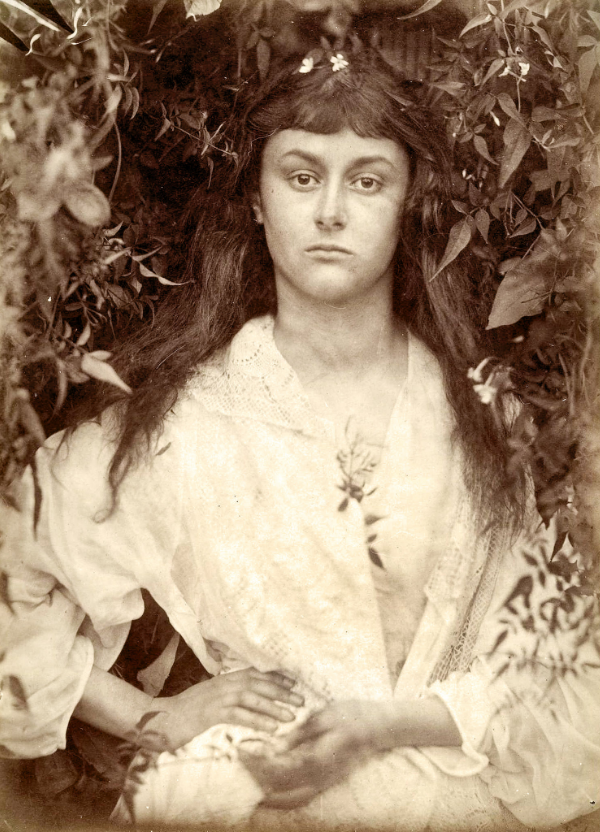
Julia Margaret Cameronová: Pomona (Alice Liddellová jako římská bohyně), 1872. Inspirace fotografií Lewise Carrolla

## „Alice Liddellová jako žebračka“ ve fotografii
V roce 1872 fotografka Julia Margaret Cameronová, jedna z předních světových fotografek, fotografovala bohyni ovoce Pomonu. Na této fotografii je také Alice Liddellová, ale ve věku devatenácti (nebo dvaceti) let v podobě římské bohyně ovoce a hojnosti. Jednou rukou se opírá o opasek, druhou drží v hrsti před sebou, stejně jako pózovala pro fotografii Lewise Carrolla. Izraelská kritička umění Erga Heller věří, že Cameron odkazuje na Lewisovu fotografii záměrně.
Řada Dreamchild (2003) od řecko-australské fotografky Polixeni Papapetru se skládá z fotografických předělávek (remake) známých fotografiích Lewise Carrolla. Mezi nimi – fotografie autorčiny dcery Olympie, rekonstruující kompozici „Alice Liddellová jako žebračka“ v barevném provedení.